# Staszyna
Staszyna (biał. Сташына; ros. Сташино; pol. hist. Staszyn) – wieś na Białorusi, w obwodzie mohylewskim, w rejonie mohylewskim, w sielsowiecie Bujniczy, nad Łachwą.
W XIX w. majątek ziemski. Położony był wówczas w Imperium Rosyjskim, w guberni mohylewskiej, w powiecie mohylewskim. Słownik geograficzny Królestwa Polskiego jako alternatywną nazwę wymienia Pieszczane.